# Mel Lastman

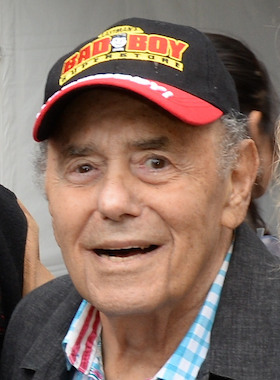
Mel Lastman beim Toronto International Film Festival 2018

Melvin Douglas („Mel“) Lastman (* 9. März 1933 in Toronto, Ontario; † 11. Dezember 2021) war ein kanadischer Politiker, der von 1972 bis 1997 Bürgermeister von North York und vom 1. Januar 1998 bis zum 30. November 2003 der 62. Bürgermeister von Toronto war.
Mel Lastman ist der Sohn von jüdischen Immigranten aus Polen. Er begann seine Karriere als Verkäufer von Obst und Gemüse am Kensington Market und gründete mit 22 Jahren seine eigene Firma Bad Boy Furniture. Lastmans politische Karriere begann 1969, als er in das Exekutivorgan Board of Control der damaligen Gemeinde North York gewählt wurde.
Lastman gehörte seit 1987 der Progressive Conservative Party of Ontario an und setzte sich nach der Neustrukturierung des Metropolitan Toronto durch Verschmelzung umliegender Gemeinden gegen Barbara Hall durch, die von 1994 bis 1997 Bürgermeisterin von Toronto war. Sein Sieg stützte sich vornehmlich auf die Stadtbezirke North York sowie Etobicoke und Scarborough. Hall konnte die Mehrheit in den Bezirken Old Toronto, York und East York auf sich vereinen. Im November 2000 wurde Lastman mit einer Mehrheit von 80 % wiedergewählt.